# لازارو غونزاليس دي أوكامبو
لازارو غونزاليس دي أوكامبو (بالإسبانية: Lázaro González de Ocampo)‏ هو نحات إسباني، ولد في 1651 في غويمار في إسبانيا، وتوفي في 1714 في سانتا كروث دي تينيريفه في إسبانيا.